# Juan Pablo Gallo
Juan Pablo Gallo Maya (Pereira, 31 de enero de 1979) es un político colombiano, alcalde de Pereira de 2016 hasta su suspensión en el 2019 y senador electo para el periodo 2022-2026.

## Biografía
Juan Pablo Gallo Maya nació el 31 de enero de 1979 en Pereira, la ciudad más poblada del eje cafetero en el departamento de Risaralda. Es hermano de Alejandro, Sandra y Luz Marina. Hijo de fallecido dirigente conservador Silvio Gallo Santa y Luz Helena Maya.
Desde temprana edad, mostró interés en la política, llegando a ser personero del colegio Deogracias Cardona entre el 1996-1998, Alcalde Juvenil de la ciudad a los 16 años durante el primer gobierno de Juan Manuel Arango en 2004, y Director del Instituto Municipal de Tránsito de Pereira desde el 22 de septiembre de 2005, hasta el 1 de octubre de 2006.

## Trayectoria política
Comenzó su carrera política en el concejo de Pereira en 2008 con 2807 votos, y reelecto en 2011, con una votación de 5841 votos, desde donde promovió políticas públicas para la protección animal y medio ambiente como el proyecto de acuerdo el día de la bicicleta. En 2015 aspiró a la Alcaldía de Pereira, con el aval del Partido Liberal Colombiano, ganando las elecciones con 126,075 votos, con el apoyo de importantes líderes de opinión y el Partido Conservador Colombiano, consiguiendo el favor de la ciudadanía.

## Devolución del cobro por Valorización
Como concejal se opuso al cobro de valorización decretado por el entonces Alcalde Enrique Vásquez. Consideraba que el municipio contaba con recursos propios para la ejecución de las obras, que el cobro era innecesario y no debía ejecutarse. Sin embargo, cuando consiguió ser Alcalde, el cobro estaba en marcha, y como administración debía actuar conforme a los intereses del municipio, y no sólo aceptar, sino continuar con la política de recaudo para no incurrir en un detrimento patrimonial, apelando una demanda que pedía la anulación de dicho cobro.
En tanto la justicia decidía, el Alcalde buscó mecanismos legales mediando el concejo municipal para devolver los dineros sin incurrir en pleitos legales al anular un cobro de dineros que ya eran propiedad del municipio. El concejo se declaró impedido sustentando vacíos legales, además de posibles conflictos de intereses, en cuanto a que la mayoría de concejales, tenían familia en las zonas donde se realizarían las obras. Finalmente el Alcalde tuvo que esperar la decisión del tribunal que finalmente decidió que no se debía cobrar la Valorización, decisión que el Alcalde apeló en el fallo inicial y posteriormente retiró la apelación; sin eximirlo de la ejecución de las obras que llevaban el mismo nombre.
Surtida esta decisión La W Radio (Colombia) preguntó al Alcalde a cerca de la ejecución de dichas obras sin alterar el PDM, a lo que el Secretario de Hacienda Carlos Maya declaró suficiencia en las finanzas públicas.

## Reconocimientos
El 28 de marzo de 2019, fue invitado como ponente al foro de Impuestos y Competitividad Empresarial organizado en Ibagué, donde se dieron cita autoridades en materia académica y económica. Allí presentó el plan de finanzas públicas de su plan de Gobierno, en el marco de las recientes cifras de desempleo. Además de la aparición de la ciudad en el Ranking internacional Doing Business durante su mandato.
Como alcalde a figurado en las primeras posiciones del Ranking Nacional de Alcaldes, con Alejandro Char, Federico Gutiérrez y Rodolfo Hernández Suárez y Marcos Daniel Pineda.

## Programa de gobierno

### Nuevos Parques

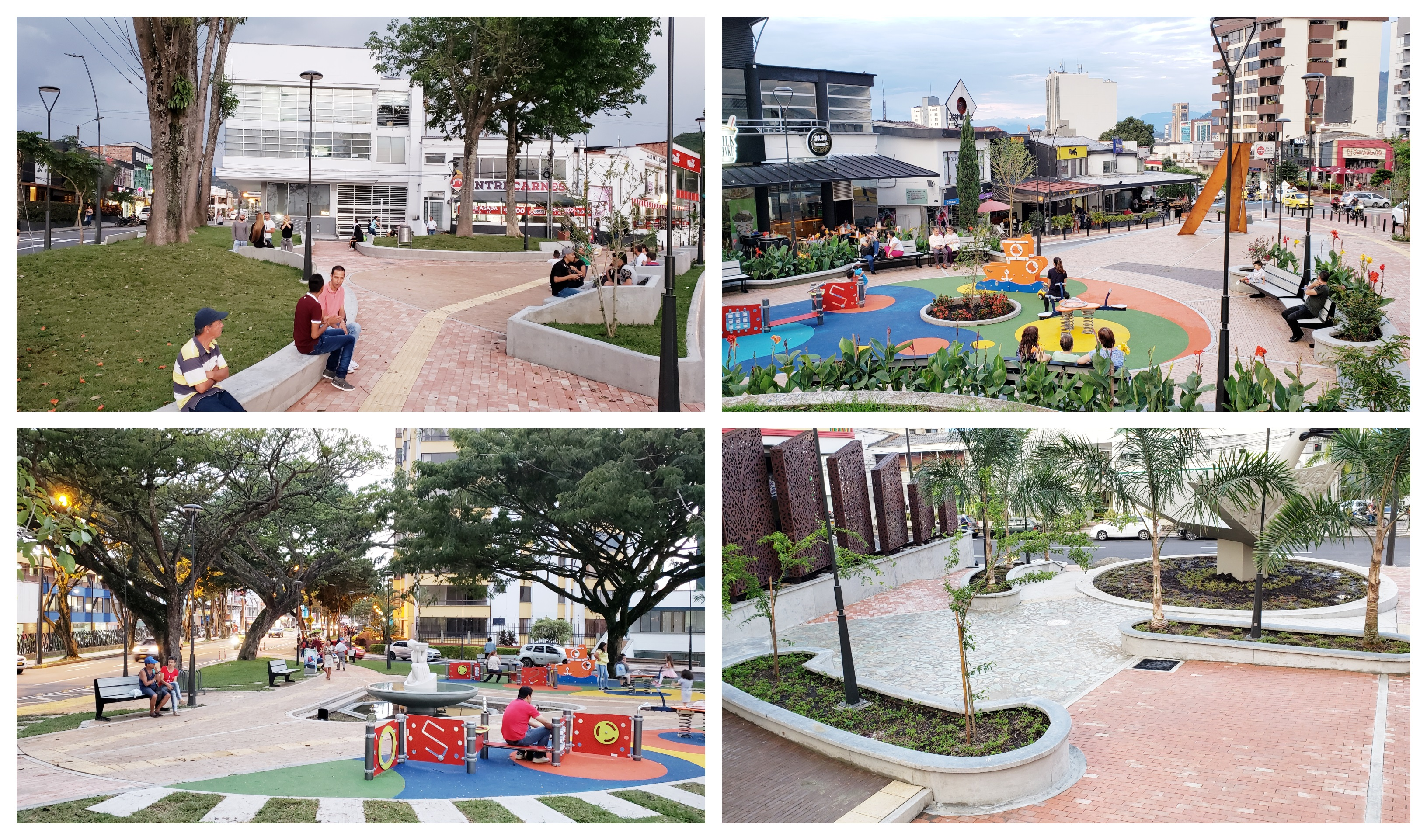
Pereira tiene 4 nuevos parques.

En su último año de gobierno, fueron inaugurados 4 parques públicos en el sector conocido como la Circunvalar de Pereira. La inauguración contó con la participación de comunidad en general, y algunas personalidades locales y nacionales.
Los Fundadores, La Julia, La Rebeca, y Popular Modelo, son los nombres de estos parques que ahora estarán bajo la tutela de la Sociedad de Mejoras de Pereira, quien se encargará de administrarlos a nivel generar y percibir lucro per se.

### Movilidad Sostenible
Como alcalde implementó el sistema de bicicletas Públicas de Pereira Megabici y el nuevo sistema de ciclorutas, que no existían antes de su posesión.
Durante su campaña política presentó su intención de conectar el sector de villasantana con la Universidad Tecnológica de Pereira, para luego realizar una integración del sistema de transporte público de la ciudad, proyecto que ha venido desarrollando a lo largo de su administración.
A futuro se espera conectar interconectar con el sistema de transporte masivo en la ciudad, donde los ciudadanos pueden recorrer la zona céntrica de la ciudad, únicamente mostrando el pago al día de los servicios públicos en su primer abordaje, constituyéndose en un transporte alternativo abierto a todo público y limpio para la ciudad de Pereira.

### Nuevo Egoyá

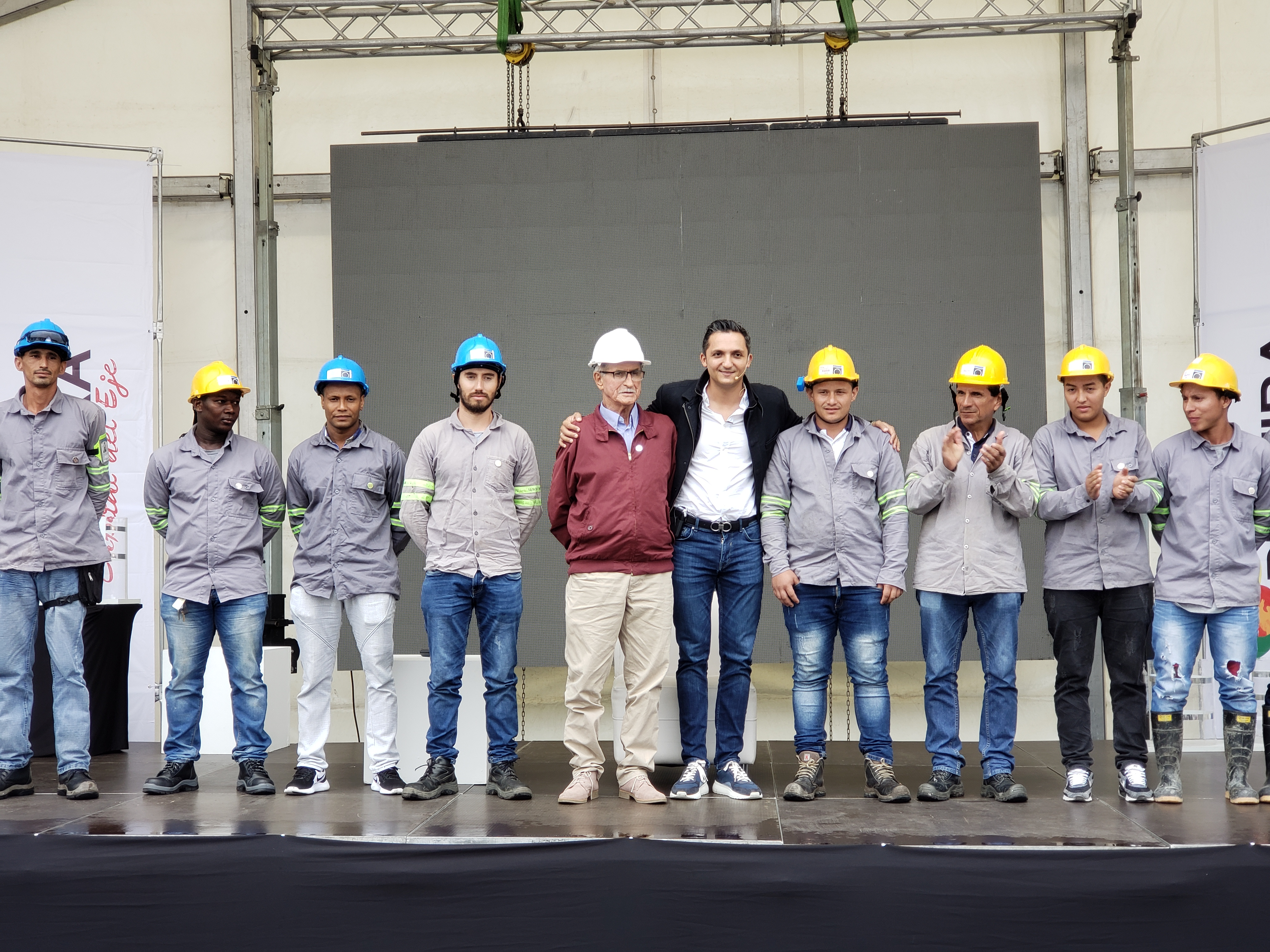
Inauguración Nuevo Egoyá

Egoyá es una quebrada que atraviesa la ciudad de Pereira, representando un riesgo latente para sus habitantes. En 1999, Pereira experimentó un sismo con epicentro en Armenia con daños significativo en infraestructura y significando pérdidas humanas.
La canalización de la quebrada se convirtió en una tarea prioritaria, con el fin de salvaguardar no sólo la vida humana, sino poder emplear el espacio clausurado para la construcción. Sin embargo sólo hasta el 2015, fue apropiada la necesidad dentro de un plan de gobierno local. La obra fue adjudicada al consorcio Egoyá, que aseguró terminaría la obra en 24 meses o menos, para ser entregada en 2019, un año después de la adjudicación.
La inauguración contó con la asistencia del Alcalde Alejandro Char de Barranquilla, quien contó su experiencia con la canalización de los arroyos de su ciudad como proyecto bandera.
La obra no es visible a simple vista, ya que se trata de la canalización de una quebrada con tuberías de pvc de 78 pulgadas de diámetro, previendo la multiplicación por 5 de las ondas sísmicas en un eventual temblor similar al del 99.

## Controversias

### Pérdida de investidura como concejal
Carlos Alfredo Crosthwaite y Daniel Silva solicitaron la pérdida de investidura de Juan Pablo Gallo como concejal por un presunto conflicto de intereses en 2008, al votar por Iván Early Ruiz, como contralor de Pereira, quien sería el encargado de atender un proceso de responsabilidad fiscal que se llevaba en su contra como director de Tránsito. La investigación correspondía a malos manejos fiscales del Instituto de Tránsito para 2005, periodo en que Gallo no era el director, por lo que el contralor municipal calificó públicamente de error la apertura de dicha investigación.
La defensa del Alcalde sustentó que este no era el sujeto a investigar, respaldada en el concepto emitido por el actual contralor, por lo que el Alcalde no estaría incurso en conflicto de intereses. La demanda fue interpuesta inicialmente en el Tribunal Administrativo de Risaralda, quien falló en contra del hoy Alcalde, y transfirió el proceso al Consejo de Estado de Colombia, después de que su providencia fuera apelada. El Consejo de Estado resolvió fallar a favor del Alcalde, considerando un Decreto Presidencial del 2018, aunque aún no hay fallo de fondo.

### Constreñimiento al elector
Fue suspendido por la Procuraduría General de la Nación por tres meses sin derecho a remuneración, luego de que fuera denunciado por constreñimiento al elector por el ingeniero Luis Carlos Rúa, el cual hizo parte de la administración municipal de Pereira como contratista, además lo grabó en la oficina de la alcaldía y cuyas grabaciones están en la fiscalía y tiene pendiente un proceso penal y disciplinario. Esta medida lo retira anticipadamente de la administración municipal pues su mandato termina el 31 de diciembre de 2019.

### Escándalo del Adulto Mayor
Según el portal de opinión La Pulla de propiedad del diario El Espectador, «en su administración se robaron todos los dineros de los adultos mayores sin que él se enterara». Gallo fue cuestionado puesto que reemplazó al secretario de Desarrollo Social que fue suspendido por estos hechos por Karen Zape, quien es de la misma casa política del grupo políticos de la familia Meregh.

### Otrosí Megabús
Aunque en declaraciones públicas el Alcalde rechazó decisión del Gerente de la empresa Megabús por haber prorrogado un contrato por cerca de 100 000 millones de pesos, sin pasar por junta directiva, nunca le separó del cargo, ni continuó con el proceso.

### Aplicación kontacto
Actuando como alcalde de Pereira, Juan Pablo Gallo adjudicó contratos por más de $300 millones de pesos a la empresa TRANS LIFE, para la administración de la aplicación KONTACTO, que fue la responsable de captar la información de más de 55 mil votantes del municipio de Pereira. El actual alcalde Carlos Maya también está siendo investigado por dichas irregularidades.
Según una investigación realizada por pares, en cabeza de Ariel Ávila, Kontacto es una versión mejorada de la aplicación Proyecto Persona, empleada para constreñir al elector en la Gobernación de Risaralda durante la Gobernación de Sigifredo Salazar.[cita requerida]
Similar concepto fue publicado por la Revista Semana, donde el periodista Abelardo Gómez reveló como los contratistas eran constreñidos para instalar la aplicación, dando lugar a la anulación de la elección de su candidato Carlos Maya por parte del Tribunal administrativo de Risaralda.

### Supuestos vínculos con el narcotráfico
En marzo de 2022 la Unidad Investigativa del diario El Tiempo reveló que Juan Pablo Gallo y un comandante de Policía fueron mencionados en el llamado «narcoexpediente» de un agente encubierto donde se habla de cocaína movida en camionetas oficiales y caletas de dinero para apoyar campañas políticas por parte de una banda criminal denominada La Cordillera. Gallo aseguró que no existen pruebas y que hay intereses políticos ante esos señalamientos. Dicha investigación no ha concluido.

### Juan Pablo Gallo y Wikipedia
En enero de 2022 Juan Pablo Gallo, siendo candidato al senado, interpuso una acción de tutela contra la Fundación Wikimedia por considerar que esta «vulneró sus derechos fundamentales a la honra y al buen nombre, al debido proceso y a la presunción inocencia» por permitir que los usuarios incluyeran información que consideraba incorrecta en la sección de «controversias» que aparece en el artículo bajo su nombre en Wikipedia, Gallo pretendía que su perfil fuera editado únicamente con su autorización. Dicha tutela fue negada por el Juzgado Tercero Penal del Circuito con funciones de Conocimiento de Pereira en febrero de 2022 por considerar que Gallo no había seguido los procedimientos de la comunidad de Wikipedia para buscar que la información que consideraba incorrecta se cambiara. En septiembre del mismo año la Fundación Wikimedia anunció que planeaba llevar el caso ante la Corte Constitucional para su revisión y de esta forma «establecer un gran precedente legal de protección del conocimiento libre». En enero de 2023 se dio a conocer por varios medios de comunicación que la Sala Tercera de Revisión de la Corte Constitucional con ponencia del magistrado Alejandro Linares Cantillo revisó el caso y en sentencia emitida el 9 de noviembre de 2022 revocó la sentencia proferida por el juez y declaró improcedente el amparo solicitado por Gallo por considerar que «no se le dio trámite a la reclamación por medio de los mecanismos previstos para la solución de conflictos de conformidad con las normas de comunidad de Wikipedia.org; y no se pudo constatar una relevancia constitucional del asunto.», entre otras consideraciones.